# Dinossauro Rei
Dinossauro Rei (古代王者恐竜キング, Kodai Ōja Kyōryū Kingu, e em inglês Dinosaur King) é uma série de anime infantil baseada em um jogo eletrônico de cartas para arcade desenvolvido pela Sega em 2005. O anime foi desenvolvido pela Sunrise e foi transmitido originalmente pela TV Asahi de 2007 até 2008 rendendo duas temporadas.
Uma adaptação americana distribuída pela 4Kids Entertainment foi transmitida nos Estados Unidos pela Fox em 2007 e depois movida para o canal The CW no mesmo ano. Uma adaptação em vídeo-game do anime para Nintendo DS foi lançada em 23 de setembro de 2008.
No Brasil foi exibido na Jetix e posteriormente na Disney XD, assim como no canal aberto RedeTV! no bloco TV Kids. Em Portugal a série foi exibida na TVI, Panda Biggs e depois no Canal Panda.

## História

### 1ª temporada
Certo dia Max Taylor, um garoto fanático por dinossauros observa a queda de um meteoro perto de sua casa. Sendo acompanhado de seus amigos Rex e Zoe eles descobrem 3 misteriosas pedras elementares (mais uma carta de tricerátopo adotado por Max como Gabu) que são capazes de ressuscitarem os dinossauros que foram espalhados pelo mundo a partir de cartas com poderes especiais. Ao mesmo tempo eles também descobrem que uma organização criminosa chamada Gangue Alfa, liderada pelo Dr. Z inicia a busca por esses dinossauros para dominar o mundo. Nisso Max, Rex e Zoe com a ajuda de seu pai Dr. Taylor e sua assistente Reese partem numa corrida pelo mundo afim de resgatarem os dinossauros e impedir a Gangue Alfa de completar seu objetivo.
No decorrer dos episódios, vários dinossauros vão aparecendo em algum lugar do mundo com seu cartão sendo acionado em contato com a natureza, fazendo com que o Time D e a Gangue Alfa lutem entre si para ver quem consegue tomar posse do cartão. Aos poucos vai sendo revelado informações sobre a origem da Gangue Alfa e do Rex antes dele ser adotado pelo Dr. Owen. Em um momento da história Seth toma o lugar do Dr. Z e passa a comandar a Gangue Alfa, até ser revelado no final suas verdadeiras intenções em querer os dinossauros para fazê-los dominarem o mundo. Seth é derrotado e Rex se encontra com seus pais verdadeiros, os criadores dos cartões de dinossauro.

### 2ª temporada
Um pouco depois do final da temporada anterior, após a Gangue Alfa e Rex se despedirem de seus amigos junto com os dinossauros pro futuro, os mesmos acabam por retornar um tempo depois. Um grupo novo de vilões conhecidos como os Piratas do Espaço que também possuem uma máquina do tempo surge e sequestra os pais de Max, Rex e Zoe. Eles descobrem que os novos vilões estão determinados a conquistarem um grupo de sete pedras mágicas conhecidas como as Pedras Cosmo para conquistar o universo. Nisso o Time D acaba se aliando com a Gangue Alfa para juntos impedirem os planos dos Piratas do Espaço numa corrida pelo espaço-tempo atrás das Pedras Cosmo.

## Personagens

### Time D
Um time criado por Max e seus amigos Rex e Zoe para estudarem mais informações sobre os dinossauros. Eles lutam contra a Gangue Alfa para capturar as cartas com dinossauros em viagens ao redor do mundo, na meta de salvar todos os dinossauros.
- Max Taylor (Ryuta Kodai) - O líder, filho do Dr. Taylor. É dono do Porta-Dino do trovão e seu parceiro dinossauro é o Gabu. Ele é um garoto otimista e aventureiro, porém as vezes teimoso e imaturo. Assim como o pai é fanático por dinossauros e é o mais obstinado da equipe a querer resgatar os dinossauros e impedir que a Gangue Alfa os usem para o mal. Tem como principal característica a de sempre estar usando um boné com chifres de tricerátopo.
  - Gabu (Chomp na dublagem americana) - O principal dinossauro de Max. Um tricerátopo amarelo do elemento do trovão.

- Rex Owen - O melhor amigo de Max, filho adotivo do Dr. Owen. É dono do Porta-Dino do vento e seu parceiro dinossauro é o Ás. É um garoto frio e sério, mas assim como o Max também tem um forte interesse por dinossauros. No começo da história ele se reside na casa do Max enquanto seu pai fica de viagem no trabalho. Ao contrário de Max ele é mais concentrado e firme nas missões o que muitas vezes acaba por causar brigas entre os dois. Até o final da primeira temporada nada se sabia sobre seu passado e origens até ser revelado que ele era o filho do Dr. Ancient responsável pela descoberta das pedras e a criação dos cartões de dinossauro que havia se separado no portal do tempo quando ainda era um bebê.
  - Ás (Ace/Esu) - O principal dinossauro de Rex. Um carnotauro roxo do elemento do vento. Nos primeiros episódios ele demonstra um grande medo de água, o que muitas vezes se torna um problema.

- Zoe Drake (Malm Tatsuno/Tatsuno Marumo) - A primeira menina do grupo, melhor amiga de Max e Rex e irmã mais nova de Reese. É dona do Porta-Dino da grama e seu parceiro dinossauro é a Paris. É uma garota independente, extrovertida e amável. Gosta de moda e roupas, mas assim como Max e Rex também tem interesse por dinossauros.
  - Paris (Parapara) - O principal dinossauro de Zoe. Uma parassaurolofo fêmea verde do elemento da grama.

- Dr. Espeto Taylor (Spike na dublagem americana e Kenryu Kodai em japonês) - O pai de Max que trabalha como paleontólogo. Passa maior parte do tempo em casa ajudando as crianças nas missões. Assim como o filho tem um espírito aventureiro e otimista, embora seja bem desajeitado e infantil na maioria das vezes. Ele normalmente é visto carregando um chicote que algumas vezes chega a ser útil em algumas aventuras.

- Reese Drake (Riasu Tatsuno) - A irmã mais velha de Zoe e assistente do Dr. Taylor. Frequentemente faz pesquisas e cria inventos para ajudar o Time D nas missões para recuperar os dinossauros. Foi a criadora dos Porta-Dinos e também do portal que os permitem viajar pelo mundo. É sempre séria e ao contrário dos outros raramente mostra sentimentos.

### Gangue Alfa
Uma equipe de vilões vinda do futuro liderados pelo Dr. Z, cuja meta é a de dominar os dinossauros perdidos para dominar o mundo e se tornar o rei dos dinossauros (título que dá nome ao anime). Assim como o Time D eles também lutam usando dinossauros com aparelhos movidos através das pedras elementares. Durante a primeira temporada eles se residiram numa ilha artificial conhecida como Ponto Zeta que foi formada em cima da nave Backlander.
- Dr. Z (Dr Sonoida) - O líder da Gangue Alfa. Um cientista neurótico, obsessivo e com um comportamento um tanto infantil. Frequentemente fica no Ponto Zeta mandando Ursula, Zander e Ed procurarem os dinossauros perdidos na meta de se tornar o rei dos dinossauros. No passado ele havia ajudado o Dr. Ancient no trabalho de resgatar os dinossauros da pré-história os transformando em cartões, porém com a ambição em querer transformá-los em criaturas de combate ele junto de Seth acabaram por traí-lo. Ele também foi responsável por fazer experimentos em alguns dinossauros dando-lhes poderes.

- Ursula (Usarapa) - A principal do trio da Gangue Alfa. Uma mulher arrogante, controladora e nervosa que está frequentemente em missões para capturar os dinossauros para o Dr. Z, embora muitas vezes aparente querer seguir interesses próprios como roupas e comida. Ela é conhecida por ter um temperamento explosivo e sempre perder o controle quando as crianças a chamam de "Velha Senhora", algumas vezes chegando a ser capaz de ouvir isso até mesmo quando não estão em contato direto.

- Zander (Noratty) - O segundo no comando do trio da Gangue Alfa. Alto, magricelo e azarado e está sempre aturando e servindo as ordens de Ursula. Mais adiante na história ele passa a demonstrar um amor platônico por Reese.

- Ed (Edo) - Outro membro da Gangue Alfa que também faz parte do trio. É gordo, comilão e não é muito esperto, assim como Zander frequentemente atura as ordens de Ursula.

- Rod (Roto) e Laura (Loa) - Os netos do Dr. Z que moram na ilha artificial. São crianças superdotadas que muitas vezes ajudam o avô com alguns inventos. Nos primeiros episódios eles normalmente eram vistos apenas estudando na ilha sobre os comandos de Helga, porém mais adiante eles também passam a lutar com os dinossauros após Seth perceber que eles eram melhores domando os dinossauros que Ursula, Zander e Ed. Ambos sentem saudades dos pais desde que saíram de casa.

- Helga (Dalbonn) - A empregada robô do Dr. Z que serve como uma espécie de "mãe artificial" para ele. É a responsável por todos os serviços na ilha desde a limpeza até cozinha, além de também cuidar do Dr. Z e seus netos. Normalmente é muito fria, durona e severa chegando a causar medo em qualquer pessoa, menos em Seth. Por ser uma robô ela também demonstra habilidades sobre-humanas como super-força sendo capaz de bater até em um dinossauro. De acordo com o Dr. Z ela foi construída por ele através de um kit encomendado.

- Terry, Espinhudo e Tank - São os dinossauros principais do trio da Gangue Alfa. Terry é um tiranossauro vermelho do elemento do fogo que é usado em maior frequência por Úrsula e Dr. Z, Espinhudo é um espinossauro lilás do elemento da água e é usado em maior frequência por Zander, Tank é um saichania roxo do elemento da terra e é usado em maior frequência por Ed.

- Seth (Nopis) - O mais misterioso e inteligente dos integrantes da Gangue Alfa. Nos primeiros episódios aparecia ocasionalmente no Ponto Zeta normalmente trabalhando em um lugar isolado. Mais adiante passa a mostrar mais importância após o Dr. Z se machucar, tirando proveito para manipular Rod e Laura fazendo-os irem atrás dos dinossauros em vez dos outros. É revelado ao final da primeira temporada que ele tinha metas de evoluir os dinossauros e dominar o mundo através deles criando uma nova era jurássica traindo assim o Dr. Z. Na segunda temporada, após a derrota se alia aos Piratas do Espaço, inclusive criando dinossauros fortalecidos para estes, só para no final, roubar as Pedras Cosmo.

- Alfa Dróides - Os leais robôs criados pelo Dr Z. Eles foram introduzidos no anime depois do episódio 12 tendo sido projetados para ajudarem o trio Alfa e seus dinossauros a batalharem contra as crianças do Time D. Não são muito espertos e normalmente ficam se confundindo.

### Piratas do Espaço
Os Piratas do Espaço (宇宙 海賊 ザンジャーク Space Pirates Zanjaku) são os principais antagonistas da segunda temporada da série. Os membros do grupo são Spectre (Jark), Gavro (Gunenco), Foolscap (Zapper), Sheer (Mihasa), Goma e depois Seth. Eles seqüestram os pais da Equipe-D e recolher os cartões de dinossauros para ajudá-los em sua busca as Pedras dos Cosmos. Os cinco principais grupos de dinossauros que são usados (todas perto do final) são o Tiranossauro Rex, Estegossauro, Tricerátopo, Apatossauro e o Criolofossauro.

### Outros
- Dr. Owen - O pai adotivo de Rex que assim como o Dr. Taylor também é um paleontólogo. É solteiro e frequentemente está de viagem pelo mundo fazendo pesquisas e algumas vezes também ajudando as crianças. Ele encontrou Rex quando ele ainda era um bebê dentro de uma cápsula no museu e o adotou, mesmo tendo uma esposa lhe fazendo falta. Também demonstra amor platônico por Ursula chegando a muitas vezes a pedir sua mão em casamento.

- Patrick - É o assistente do Dr. Owen que foi introduzido a partir do episódio 30. Ele é um paleontólogo mexicano de sombreiro e avental que normalmente atura as ordens do Dr. Owen, bem como sua imaturidade.

- Sra. Aki Taylor (Aki Kodai) - A mãe de Max. É uma mulher gentil e amável, porém muito ingênua por confundir os dinossauros bebês com cachorros.

- Dr. Drake - O pai de Zoe e Reese. Ele trabalha como veterinário, assim como o Dr. Taylor e Owen ele foi um dos poucos a descobrirem a existência dos dinossauros no começo da história. Frequentemente é visto carregando uma seringa gigante.

- Sra. Drake - A mãe de Zoe e Reese. Ela trabalha cuidando de uma loja de animais.

- Dr. Ancient - O pai verdadeiro de Rex e o responsável pela criação dos cartões de dinossauro. Ele é um paleontólogo e cientista do futuro que junto de sua esposa descobriram um grupo de pedras elementares com as quais lhe permitiu acesso a viajar no tempo até a era dos dinossauros. No passado ele havia se aliado ao Dr. Z e Seth para juntos resgatarem os dinossauros da extinção, porém acabou por ser traído pelos dois que planejavam usar os dinossauros para propósitos gananciosos e junto da esposa foi separado do filho sendo atirados no portal do tempo. Ele junto da esposa só retornam no final da primeira temporada.

- Dra. Cretacia - A mãe de Rex e esposa do Dr. Ancient que o ajudou na criação dos cartões de dinossauro. Assim como o marido ela também é uma paleontóloga e cientista do futuro. Foi separada do filho recém-nascido junta com o marido sendo atirados no portal do tempo após um golpe por Seth e Dr. Z, mas retorna no final da primeira temporada para rever o filho junto do marido.

- Jonathan (Jurasson) - Um robô mordomo criado pelo Dr. Ancient, que a princípio apareceu na série como um misterioso homem que hora ou outra se encontrava com os personagens em algum lugar do mundo exercendo algum cargo diferente. No passado ele havia caído acidentalmente no portal do tempo ao tentar proteger Rex da Gangue Alfa tendo sua cabeça virada para baixo assim perdendo toda sua memória. No final da primeira temporada após ser reparado ele se alia ao Time D revelando toda a história por trás da Gangue Alfa.

- Michelle - É a professora de Max, Rex e Zoe. É caracterizada por ser muito extrovertida, brincalhona e imatura inclusive chegando a se vestir feito uma garota. Ela mostra uma rivalidade com Ursula sendo que assim como ela também detesta ser chamada de "Velha Senhora". Ela aparece em dois episódios da primeira temporada.

## Elementos da série
- Porta-Dinos - São os aparelhos utilizados pelo Time D para invocar e controlar os poderes de seus dinossauros. Eles foram criados por Reese usando as três pedras elementares que eles encontraram no começo da história, além de também serem capazes de armazenar os cartões. A partir do episódio 27 Reese faz um upgrade nos Porta-Dinos facilitando o trabalho das crianças abrindo e mostrando os cartões numa roleta giratória.

- Alfa-Escaners - São os aparelhos utilizados pela Gangue Alfa para invocar e controlarem os poderes de seus dinossauros. Eles são muito semelhantes aos Porta-Dinos por também serem movidos a base das pedras elementares, embora aparentemente eles não sejam limitados a um só elemento.

- Cartões - Na série há dois tipos de cartões. Os "Cartões de Dinossauros" (criados pelo Dr. Ancient) dos quais permitem invocarem os dinossauros quando encostados as pedras ou ao seu elemento correspondente na natureza e os "Cartões de Movimento" (criados por Dr. Z) que fornecem ataques aos dinossauros. Alguns dinossauros no entanto só aparecem através de Cartões de Movimento.

- Controlador Alfa - É o nome de uma máquina criada pelo Dr. Z para manipular os dinossauros facilmente ao seu favor. Ele normalmente funciona inserindo uma bola mecânica flutuante que controla o dinossauro.

- Backlander - É a nave viajante do tempo criada pelo Dr. Ancient e a Dra. Cretacia. Ela funciona a base do poder das 6 pedras elementares e também do Metal Alfa. Durante maior parte da primeira temporada essa nave permaneceu desconhecida sendo escondida abaixo do Ponto Zeta até o final da temporada quando Seth se rebela contra o Dr. Z. Ela também passa a ser o foco principal da segunda temporada sendo pilotada por Jonathan levando o Time D e a Gangue Alfa para outras épocas. Além de viajar no tempo ela também é capaz de restaurar a destruição causada pelos dinossauros.